# Allocosa ituriana
Allocosa ituriana este o specie de păianjeni din genul Allocosa, familia Lycosidae. A fost descrisă pentru prima dată de Strand, 1913. Conform Catalogue of Life specia Allocosa ituriana nu are subspecii cunoscute.